# جاكوب ليغيثو
جاكوب ليغيثو (بالإنجليزية: Jacob Lekgetho)‏ (مواليد 24 مارس 1974) هو لاعب كرة قدم. يلعب مع منتخب جنوب أفريقيا لكرة القدم. سبق له أن لعب في كأس العالم لكرة القدم مع منتخب بلاده.

## مسيرته الكروية
لعب جاكوب ليغيثو خلال مسيرته الاحترافية مع ناديين في عشرة مواسم وسجل خلالها 13 هدفًا ضمن 226 مباراة. حيث فاز في موسم واحد بالكأس وفي موسمين بالدوري.
خاض جاكوب ليغيثو مسيرته مع نادي موروكا سوالوز في موسم 1995 ليلعب معه ستة مواسم، مشاركًا في 150 مباراة سجل خلالها 10 أهداف. ثم انتقل إلى نادي لوكوموتيف موسكو في موسم 2001 ليلعب معه أربعة مواسم، حيث شارك في 76 مباراة سجل خلالها 3 أهداف.

## روابط خارجية
- جاكوب ليغيثو على موقع الاتحاد الدولي (مؤرشف)  (الإنجليزية)
- جاكوب ليغيثو على موقع قاعدة بيانات كرة القدم.إي يو (الإنجليزية)
- جاكوب ليغيثو على موقع ناشيونال فوتبول تيمز (الإنجليزية)